# Holtermanska sjukhuset

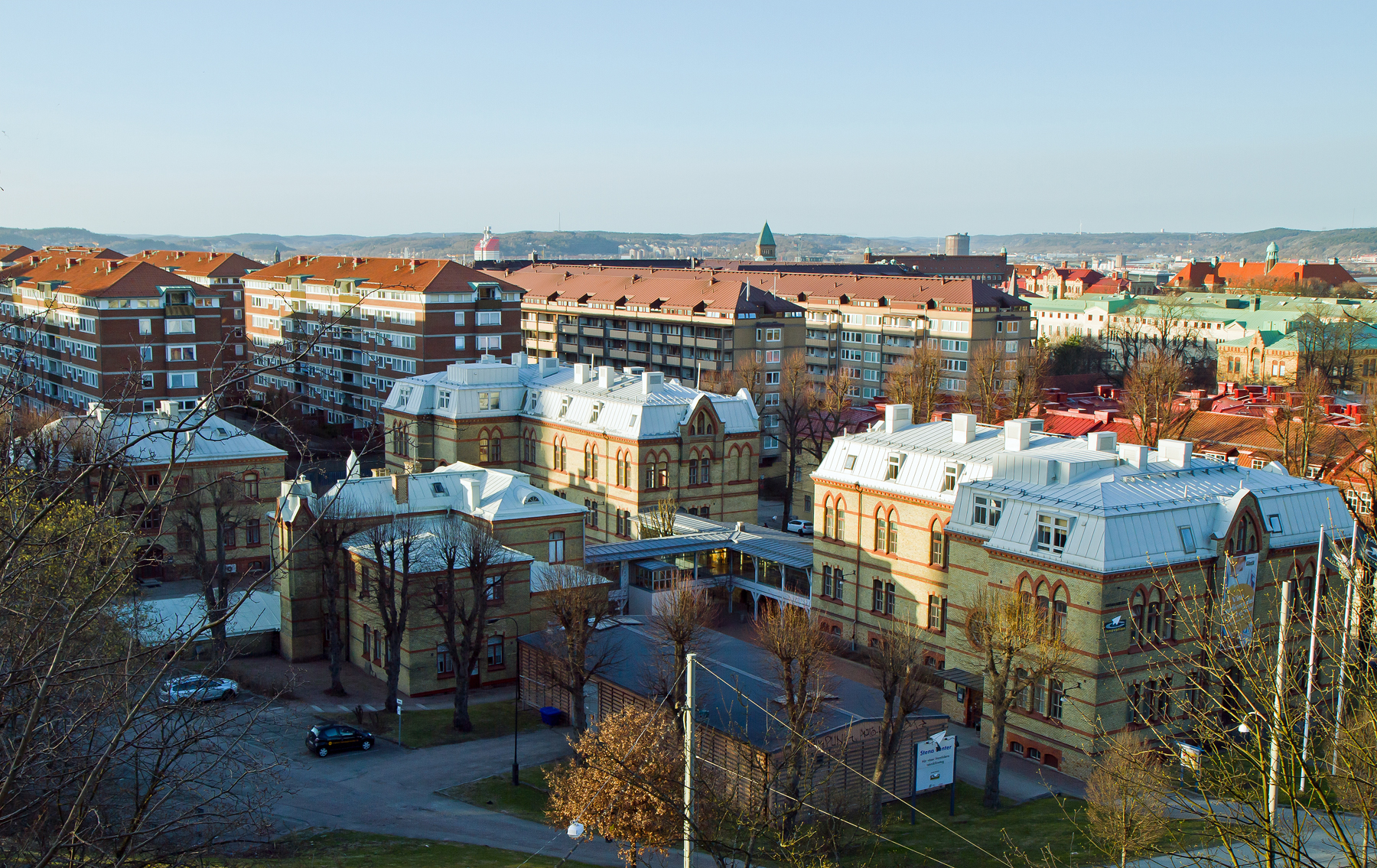
Holtermanska sjukhuset, våren 2011.

Holtermanska sjukhuset var ett sjukhus för veneriskt sjuka i 14:e kvarteret Gåsen i stadsdelen Landala i Göteborg. Det var beläget vid dåvarande Änggårdsgatan, vilket 1923 ändrades till Holtermansgatan. Ursprungligen var Landala en hemmansdel under Krokslätt Nordgården i Örgryte socken, och herrgårdsbyggnaden låg intill den plats där Holtermanska sjukhuset senare uppfördes. Holtermanska sjukhuset började byggas 1891, blev klart 1893 och godkändes i Göteborgs stadsfullmäktige 1894.

## Historia

### Bakgrund
De veneriska sjukdomarna hade i början av 1700-talet fått en sådan stor spridning, att myndigheterna insåg att man behövde vidta åtgärder för deras hejdande. Ett sjukhus i Kalmar inrättades av staten för ändamålet 1754. Frågan tycks därefter ha legat nere till slutet av 1700-talet, då Collegium medicum gjorde en framställning om upprättande av sjukhus för de veneriskt sjuka. År 1793 tillkom inrättningar inom olika socknar av Södermanlands län. De olägenheter, som var förenade med driften av verksamheten, blev dock så stora att de snart försvann. Collegium medicum föreslog därför 1812, att inrättandet av "stående sjukhus" skulle ske, och en proposition om detta lämnades 1815 till riksdagen.

### Ekelundsgatans sjukhus
Ett sjukhus med 12 platser för veneriskt sjuka hade 1728 inrättats – byggt av Bengt Wilhelm Carlberg – för stadens räkning vid Ekelundsgatan, strax norr om engelska kyrkan. Huset byggdes på 1797, då fyra nya rum tillkom och ytterligare en utvidgning gjordes år 1800 för att skapa en avdelning för obotligt sjuka, ett hospitium incurabilium. Enligt magistratens protokoll från år 1804 brann huset ner i den stora stadsbranden detta år. Det kallades då för "stadens kurhus". Detta sjukhus får anses vara Holtermanskas föregångare.

### Mellanperioden
Efter branden fick de sjuka inhysas i tillfälliga lokaler, först i Slagthuset strax norr om Carlsporten och därefter i en lägenhet på två rum och kök i Östra Haga (i trädgårdsmästare Bygrens fastighet) vid nuvarande Husargatan. De blev kvar där till 1815, då de överflyttades till det gamla "Cattuns Tryckeriet" i Örgryte socken som staden ägde (det låg ungefär där Kanolds fabrikskomplex senare uppfördes). Eftersom detta låg så avlägset och andra olägenheter, köpte staden snart en fastighet vid Lilla Bommens hamn. Denna inreddes till sjukhus och togs i bruk 1835, omfattande 30 sängplatser. Frågan om en utvidgning av verksamheten togs upp på 1840-talet, främst för att även kunna ta emot även andra smittsjukdomar, eftersom dessa vårdplatser på Sahlgrenska sjukhuset var otillräckliga. Den tillbyggnad som gjordes, ökade vårdplatserna till det dubbla.
Olägenheterna med att vårda olika smittsamma sjukdomar på samma ställe utan tillräcklig isolering, gjorde i mitten av 1860-talet att frågan om ett nytt sjukhus aktualiserades. Exempelvis fanns inga särskilda rum för sköterskorna, som tvingades ligga inne på sjuksalarna. Detta gjorde, att endast före detta "kurhushjon" antogs till sköterskor. År 1869 presenterades ett förslag till nytt sjukhus, vilket man planerade att uppföra vid Möllerska plantaget i Masthugget. Här fanns redan ett provisoriskt kolera- och smittkoppsjukhus. Man fann att kostnaderna för ett nytt sjukhus blev för stora, och istället valde man att utnyttja lägenheter i den med det gamla kurhuset sammanbyggda före detta slöjdskolan. Därmed kunde platserna ökas till 100. Fram till 1880-talet ansågs därmed behovet av vårdplatser vara någorlunda acceptabla, då frågan om uppförande av ett nytt sjukhus väcktes.

### Holtermanska

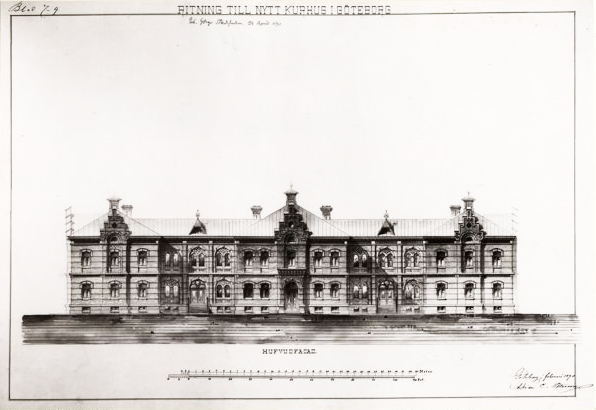
Holtermanska sjukhuset. Ritning av Adrian C. Peterson 1890.

Grosshandlare Johan Peter Holterman (1757–1793) tillhörde en välbärgad köpmannafamilj, som verkade i Göteborg under 1700-taIet. Han hade donerat totalt 33 333 riksdaler banco till välgörande ändamål i Göteborg, varav 2 000 riksdaler riksgälds år 1793 för uppförandet ("[...] till inrättning af ett lasarett där med venerisk sjuka besmittade kunna utan betalning njuta skötsel och läkas.") av "Stadens kurhus" (1828) med 12 platser vid Norra Larmgatan, men även till en fattigfriskola vid Crontorps bruk och en i Stockholm.
På 1880-talet var situationen så akut, att kurhusdirektionen hos stadsfullmäktige begärde att uppförande av ett nytt sjukhus skulle göras på den plats, där Götabergsskolan nu är belägen. Såsom lämpligt tomtområde förordade drätselkammaren dock "14:de kvarteret i förstaden Landala". Motiveringen för att sjukhuset skulle förläggning till just detta tomtområde var bland annat att stadsdelen var väl avskild och att området hade ett ringa värde i förhållande till övriga föreslagna platser. Ritningarna till sjukhuset är signerade 1891 och är gjorda av byggmästarsonen från Värmland, Adrian Crispin Peterson, som tog sin examen vid Chalmerska slöjdskolan. Den kvinnliga delen var uppdelad i två skilda avdelningar, varav den ena särskilt var avsedd för prostituerade. När sjukhuset togs i bruk, innehöll det 98 sängplatser i två paviljonger, en för manliga och en för kvinnliga patienter. Paviljongerna stod i förbindelse med varandra och med administrationsbyggnaden genom en gång. På vindsutrymmet inrättades en mindre avdelning för patienter med hudsjukdomar, och sjukrum för de veneriskt sjuka var i två våningar. Sjukhuset hade kostat 235 000 kronor. Av detta togs 80 000 kronor ur den Holtermanska fonden. I juni 1919 beslöt stadsfullmäktige om vissa utvidgningsarbeten till en kostnad av 180 000 kronor, då bland annat antalet sängar utökades till 141, varav 60 platser för manliga och 60 för kvinnliga patienter med könssjukdomar, avdelningen för hudsjukdomar 9 platser för respektive kön samt 1 helenskild och 2 halvenskilda platser. Genom senare omdisponeringar sänktes platsantalet till 133.
Fram till den 1 september 1943 lydde sjukhusets poliklinik för könssjukdomar under hälsovårdsnämnden, men efter det sorterade man under sjukhusdirektionen. Efter att en ny läkarorganisation genomförts för denna poliklinik, kunde från och med den 1 juni 1949 en läkare anställas på heltid och en på deltid. År 1951 omfattade kliniken för veneriskt sjuka 18 platser och kliniken för hudsjukdomar 115 platser. Utgifterna för sjukhusets verksamhet var detta år 720 000 kronor, inkomsterna 166 000 varav statsbidrag 29 000. Övriga anslag utgjorde 554 000.
En nybyggnad för sjukhusets patienter vid Sahlgrenska sjukhuset, invigdes år 1960. Chalmers tog därefter över byggnaderna.
Sedan 1990-talet finns Stena Center i byggnaderna, som drivs och ägs av Chalmers Innovation, till stor del med hjälp av pengar från Sten A Olssons stiftelse för forskning och kultur. Chalmers har genom lån finansierat inköp av fastigheterna, som därefter renoverats.
Holtermanska skall byggas om till studentbostäder. Bygget skall börja 2022 och vara klart tre år senare. Planen är att bygga upp emot 500 bostäder.